# Hamid Hazzaz
Hamid Hazzaz, né le 30 novembre 1945 à Fès et mort le 13 janvier 2018 dans la même ville, est un footballeur marocain.

## Carrière
C'est l'un des plus prestigieux gardiens de but de l'histoire du Maghreb de Fès (MAS) et de l'équipe nationale du Maroc avec laquelle il a remporté la Coupe d'Afrique des nations 1976. Il fut également sélectionné pour la Coupe du monde 1970 avec le Maroc.
Il a été président du Comité directeur de la section d'athlétisme du MAS et président de la ligue Fès-Boulemane d'athlétisme de 1986 à 2018.

## Palmarès
Maroc
- Coupe d'Afrique des nations
  - Vainqueur en 1976

 Maghreb de Fès
- Championnat du Maroc (3)
  - Champion : 1965, 1979, 1983
- Coupe du trône
  - Vainqueur : 1980

## Sélections "A" en équipe nationale
1. 27/04/1969 Tunisie - Maroc à Tunis 0 - 0 Elim. CM 1970
2. 18/05/1969 Maroc - Tunisie à Casablanca 0 - 0 Elim. CM 1970
3. 13/06/1969 Maroc - Tunisie à Marseille 2 - 2 Elim. CM 1970
4. 30/10/1969 Algérie - Maroc à Alger 1 - 0 Amical
5. 11/06/1970 Bulgarie - Maroc à Leon 1 - 1 CM 1970
6. 27/12/1970 Maroc - Algérie à Casablanca 3 - 0 Elim. CAN 1972
7. 14/03/1971 Maroc - Egypte à Casablanca 3 - 0 Elim. CAN 1972
8. 16/04/1971 Egypte - Maroc au Caire 3 - 2 Elim. CAN 1972
9. 26/06/1971 Téhéran : Maroc vs Tchécoslovaquie : 1 - 0 Tournoi de Perse
10. 28/06/1971 Téhéran : Maroc vs Egypte : 2 - 0 Tournoi de Perse
11. 29/01/1972 Maroc - Roumanie à Casablanca 2 - 4 Amical
12. 20/02/1972 Nigeria - Maroc à Lagos 3 - 0 Amical
13. 19/11/1972 Maroc - Sénégal à Agadir 0 - 0 Elim. CM 1974
14. 03/12/1972 Sénégal - Maroc à Dakar 1 - 2 Elim. CM 1974
15. 20/05/1973 Côte d’ivoire - Maroc à Abidjan 1 - 1 Elim. CM 1974
16. 03/06/1973 Maroc – Côte d’Ivoire à Tétouan 4 - 1 Elim. CM 1974
17. 21/10/1973 Zambie - Maroc à Lusaka 4 - 0 Elim. CM 1974
18. 31/10/1973 Algérie - Maroc à Alger 2 - 0 Amical
19. 22/02/1974 Irak vs Maroc à Baghdad 0 - 0 Amical
20. 06/03/1974 A.Saoudite - Maroc à Riyad 0 - 0 Amical
21. 07/04/1974 Maroc – Algérie à Casablanca 2 - 0 Amical
22. 27/09/1974 Jordanie - Maroc à Damas 1 - 2 Tournoi Kuneitra
23. 01/10/1974 Tunisie - Maroc à Damas 1 - 3 Tournoi Kuneitra
24. 03/10/1974 Liban - Maroc à Damas 0 - 3 Tournoi Kuneitra
25. 05/10/1974 Algérie - Maroc à Damas 0 - 1 Tournoi Kuneitra
26. 07/10/1974 Soudan - Maroc à Damas 0 - 2 Demi-finale Tournoi Kuneitra
27. 09/10/1974 Syrie - Maroc à Damas 1 - 1 (3-4 TAB) Finale Tournoi Kuneitra
28. 31/10/1974 Algérie - Maroc à Alger 0 - 0 Amical
29. 07/12/1974 Gambie - Maroc à Banjul 0 - 3 Elim. CAN 1976
30. 02/03/1975 Casablanca Maroc vs Tunisie 0 - 0 Amical
31. 22/03/1975 Maroc vs Sénégal à Fès 4 - 0 Elim. CAN 1976
32. 13/04/1975 Sénégal - Maroc à Kaolack 2 - 1 Elim. CAN 1976
33. 13/07/1975 Maroc vs Ghana à Casablanca 2 - 0 (6-5 TAB) Elim. CAN 1976
34. 31/08/1975 : Alger : Maroc - Tunisie 0 - 0  J.M 1975
35. 06/09/1975 : Alger : Maroc - Tunisie 1 - 1 (3-4p) Classement J.M 1975
36. 09/11/1975 Maroc – Ghana Casablanca 2 - 0 (6 - 5) Elim. CAN 1976
37. 01/03/1976 Maroc - Soudan à Dire Dawa 2 - 2 CAN 1976
38. 04/03/1976 Zaire - Maroc à Dire Dawa 0 - 1 CAN 1976
39. 06/03/1976 Nigeria - Maroc à Dire Dawa 1 - 3 CAN 1976
40. 09/03/1976 Egypte - Maroc à Addis Abeba 1 - 2 2°Tour CAN 1976
41. 11/03/1976 Nigeria - Maroc à Addis Abeba 1 - 2 2°Tour CAN 1976
42. 14/03/1976 Guinée - Maroc à Addis Abeba 1 - 1 2°Tour CAN 1976
43. 12/09/1976 Arabie Saoudite - Maroc à Riyadh 0 - 2 Amical
44. 08/10/1976 Palestine - Maroc à Damas 0 - 3 Jeux Panarabes 1976
45. 10/10/1976 A. Saoudite - Maroc à Damas 0 - 0 Jeux Panarabes 1976
46. 12/10/1976 Jordanie - Maroc à Damas 0 - 3 Jeux Panarabes 1976
47. 14/10/1976 Yemen du sud - Maroc à Damas 0 - 4 Jeux Panarabes 1976
48. 16/10/1976 Mauritanie - Maroc à Damas 0 - 2 Jeux Panarabes 1976
49. 18/10/1976 Syrie - Maroc à Damas 0 - 0 Jeux Panarabes 1976
50. 12/12/1976 Maroc – Tunisie à Casablanca 1 - 1 Elim. CM 1978
51. 09/01/1977 Tunisie - Maroc à Tunis 1 - 1 (4 - 2) Elim. CM 1978
52. 09/12/1977 Irak - Maroc à Baghdad 3 - 0 Amical
53. 26/12/1977 Maroc - Irak à Fès 0 - 0 Amical
54. 18/01/1978 Libye vs Maroc 0 - 1 Amical
55. 26/02/1978 Maroc – URSS à Marrakech 2 - 3 Amical
56. 06/03/1978 Tunisie - Maroc à Kumasi 1 - 1 CAN 1978
57. 09/03/1978 Congo - Maroc à Kumasi 0 - 1 CAN 1978
58. 11/03/1978 Ouganda - Maroc à Kumasi 3 - 0 CAN 1978
59. 08/04/1979 Casablanca : Maroc 4 - 1 Mauritanie Elim. CAN 1980
60. 24/06/1979 Maroc - Togo à Mohammedia 7 - 0 Elim. CAN 1980

## Les matchs olympiques
1. 30/06/1971 : Téhéran : Autriche Olympique vs Maroc 1 - 0 Tournoi de Perse
2. 30/04/1972  Casablanca Maroc vs Mali 2 - 1 Elim. JO 1972
3. 14/05/1972 : Casablanca : Maroc vs Tunisie 0 - 0 Elim. JO 1972
4. 21/05/1972 : Bamako Mali vs Maroc 1 - 4 Elim. JO 1972
5. 27/08/1972 : Augsbourg : USA vs Maroc 0 - 0 JO 1972
6. 29/08/1972 : Passau : Allemagne Ouest vs Maroc 3 - 0 JO 1972
7. 31/08/1972 : Ingolstadt : Malaisie vs Maroc 0 - 6 JO 1972
8. 03/09/1972 : Munich : URSS vs Maroc 3 - 0 JO 1972
9. 05/09/1972 : Passau : Danemark vs Maroc 3 - 1 JO 1972
10. 08/09/1972 : Nuremberg : Pologne vs Maroc 5 - 0 JO 1972
11. 23/02/1975 : Casablanca : Maroc vs Libye 2 - 1 Elim. JO 1976
12. 14/03/1975 : Benghazi Libye vs Maroc 0 - 1 Elim. JO 1976
13. 24/08/1975 : Alger : Maroc - Turquie 1 - 0  J.M 1975
14. 28/08/1975 : Alger : Maroc - Yougoslavie 0 - 0  J.M 1975
15. 04/09/1975 : Alger : Maroc - France "B" 1 - 1 (3-4p)  Demi-finale J.M 1975
16. 30/11/1975 : Tunis : Tunisie vs Maroc 0 - 1 Elim. JO 1976
17. 14/12/1975 Casablanca : Maroc vs Tunisie 1 - 0 Elim. JO 1976
18. 03/04/1976 : Lagos Nigeria vs Maroc 3 - 1 Elim. JO 1976
19. 18/04/1976 : Tanger Maroc vs Nigeria 1 - 0 Elim. JO 1976
20. 15/04/1979 : Casablanca : Maroc vs Sénégal 1 - 0 Elim. JO 1980
21. 29/04/1979 Dakar : Sénégal vs Maroc 1 - 0 (5-6p) Elim. JO 1980
22. 09/12/1979 : Casablanca Maroc vs Algérie 1 - 5 Elim. JO 1980